# Третьяков, Модест Тихонович
Модест Тихонович Третьяков (1905, Нижний Новгород, Российская империя — 1978, Москва) — советский партийный и государственный деятель, народный комиссар промышленности строительных материалов РСФСР (1943—1946 ?).

## Биография
Родился в семье рабочего. Член РКП(б) c 1925 г. В 1935 г. окончил Горьковский индустриальный институт.
- 1919—1924 гг. трудился чернорабочим на заводе «Красное Сормово», одновременно учился в школе второй ступени,
- 1924—1927 гг. — на комсомольской работе: зав. культпропом Сормовского райкома, секретарь Лукояновского укома ВЛКСМ Нижегородской губернии,
- 1927—1929 гг. — в РККА на Балтийском флоте,
- 1929—1930 гг. — токарь,
- 1935—1938 гг. — механик завода «Красное Сормово»,
- 1938—1939 гг. — начальник Горьковского областного управления местной промышленности,
- 1939—1940 гг. — первый заместитель председателя,
- 1940—1943 гг. — председатель исполнительного комитета Горьковского областного Совета,
- 1943—1946 ? гг. — народный комиссар промышленности строительных материалов РСФСР.

Депутат Верховного Совета СССР 1 созыва (довыборы — 1941 г.), Верховного Совета РСФСР.